# سومرداک (ویرجینیا)
سومرداک (به انگلیسی: Sumerduck) یک منطقهٔ مسکونی در ایالات متحده آمریکا است که در شهرستان فاکیه واقع شده‌است.